# Sua Majestade Cristianíssima
Sua Majestade Cristianíssima (abreviado como S.M.C), foi um tratamento usado pelos soberanos legitimistas da França (reis da dinastia Bourbon). Este tratamento por conter um adjetivo que não se refere a qualquer patamar de nobreza.

## História
Sua Majestade Cristianíssima tem a sua origem no longo e especial relacionamento entre a Igreja Católica e os francos. A França foi o primeiro estado moderno reconhecido pela Igreja Católica, e era conhecida como a "filha mais velha da Igreja". Clóvis I, rei dos francos, tinha sido reconhecida pelo papado como um protetor dos interesses de Roma. O título foi frequentemente atribuído aos reis franceses (embora em algumas ocasiões, alguns reis de outros reinos foram assim tratados pela Igreja) e passou a ser utilizado regularmente durante o reinado de Carlos VI de França. Com o seu filho, Carlos VII de França, foi reconhecido como um título hereditário e exclusivo dos reis de França. O papa Júlio II, que se aliou entre 1510 e 1513 com Henrique VIII de Inglaterra contra Luís XII de França, chegou a considerar transferir este título do monarca francês para o inglês, tendo chegado a elaborar um decreto papal para esse efeito que, no entanto, nunca chegou a ser publicado. Os reis franceses continuaram, assim, a usar o título, em especial nos documentos diplomáticos e, menos frequentemente, na França ou em linguagem comum.